# Robert Sutton (voile)
Pour les articles homonymes, voir Robert Sutton.
Robert Sutton est un skipper américain né le 27 avril 1911 et mort le 13 septembre 1977. 

## Carrière
Robert Sutton est sacré champion olympique de voile en classe 8 m aux Jeux olympiques d'été de 1932 de Los Angeles à bord de l'Angelita.